# (8248) Gurzuf
(8248) Gourzouf (désignation internationale (8248) Gurzuf) est un astéroïde de la ceinture principale.

## Description
(8248) Gurzuf est un astéroïde de la ceinture principale. Il fut découvert le 14 octobre 1979 à Naoutchnyï par Nikolaï Tchernykh. Il présente une orbite caractérisée par un demi-grand axe de 2,31 UA, une excentricité de 0,14 et une inclinaison de 2,2° par rapport à l'écliptique.

## Compléments